# Ojciec chrzestny III
Ojciec chrzestny III (ang. The Godfather Part III) – amerykański film gangsterski z 1990 roku w reżyserii Francisa Forda Coppoli.

## Główne role
- Al Pacino – Don Michael Corleone
- Andy García – Vincent Mancini
- Diane Keaton – Kay Adams
- Eli Wallach – Don Altobello
- Sofia Coppola – Mary Corleone
- Joe Mantegna – Joey Zasa
- Talia Shire – Connie Corleone
- George Hamilton – B.J. Harrison
- Richard Bright – Al Neri
- Bridget Fonda – Grace Hamilton
- Raf Vallone – kardynał Lamberto
- Vittorio Duse - Don Tommasino
- Franc D’Ambrosio – Anthony Corleone
- Donal Donnelly – abp Gilday
- Helmut Berger – Frederick Keinszig
- Don Novello – dominikanin Abbandando
- John Savage – Andrew Hagen
- Al Ruscio - Leo Cuneo

## Fabuła
Film opowiada o dalszych losach rodziny Corleone, o samotności byłego szefa mafii i o tym jak trudno wyplątać się z przeszłości. Michael jest już starszym schorowanym człowiekiem, filantropem i dobroczyńcą. Mimo iż jest bogaty i wiele pieniędzy przeznacza także na cele dobroczynne, czuje się nieszczęśliwy, a zbrodnie, jakie popełnił, nie dają o sobie zapomnieć. Miejsce Dona Corleone chce zająć jego bezwzględny bratanek Vincent Mancini. Z czasem udaje mu się to i przyjmuje nazwisko rodziny. Kieruje się on zbrodnią, wyrachowaniem, podobnie jak w młodości Michael.

## Produkcja
Zdjęcia do filmu kręcono w następujących lokacjach:
- Nowy Jork;
- New Jersey (Atlantic City);
- region Lacjum (pałac Farnese w Capraroli, bazylika Santa Maria della Quercia w Viterbo);
- Sycylia (Palermo, Taormina, Forza d’Agrò, Fiumefreddo di Sicilia)[2].

## Nagrody i wyróżnienia
Film był nominowany do Oscara w siedmiu kategoriach. Jest jedynym filmem z serii, który nie został umieszczony na liście National Film Registry, jako film budujący dziedzictwo kulturalne USA.
Film był nominowany do Złotego Globu w siedmiu kategoriach, lecz nie zdobył go w żadnej.
Sofia Coppola zdobyła dwie Złote Maliny, jako najgorszy debiut aktorski i najgorsza aktorka drugoplanowa.